# Большой Бегичев

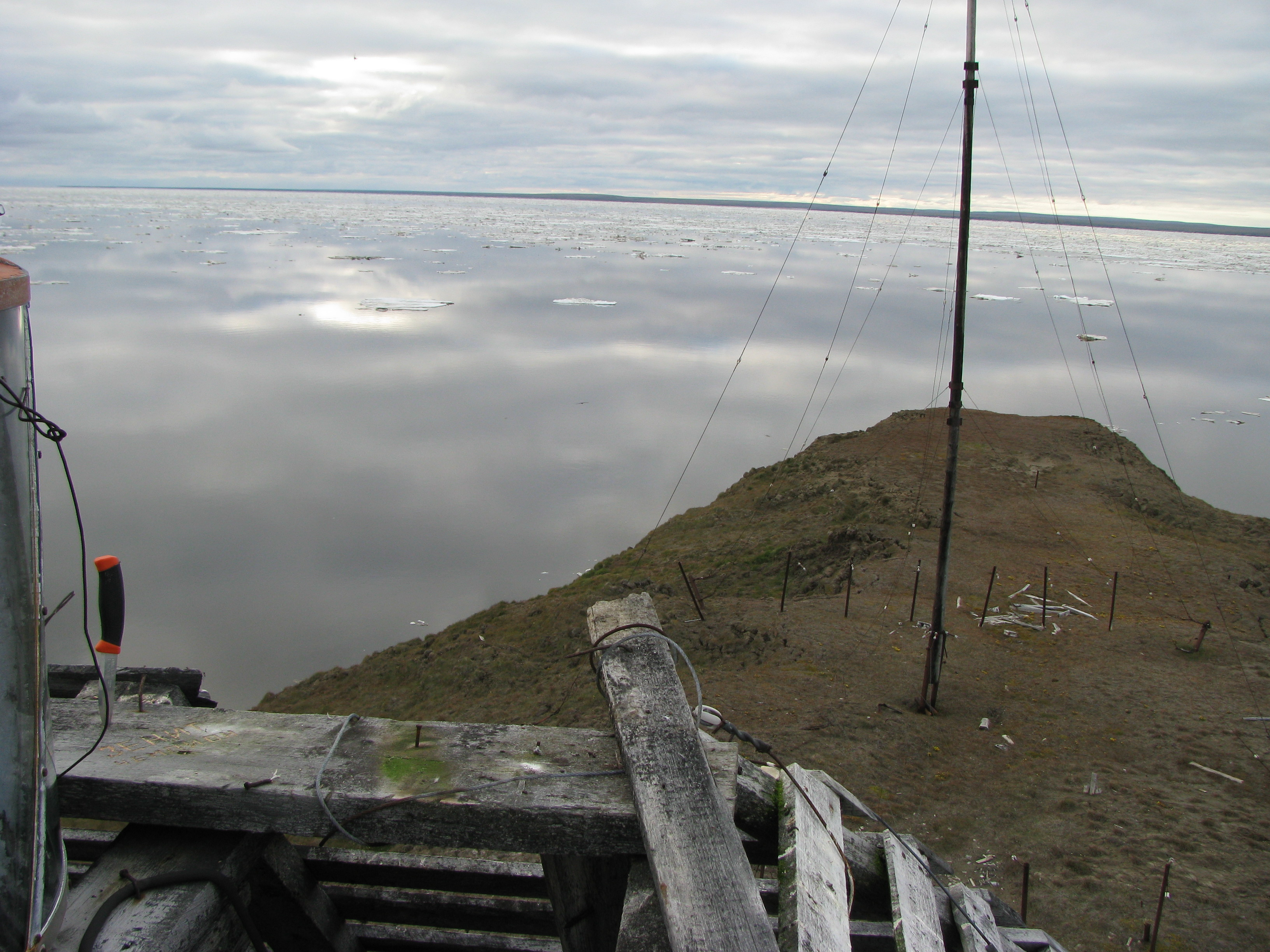
мыс Пакса, вид на о. Бол. Бегичев

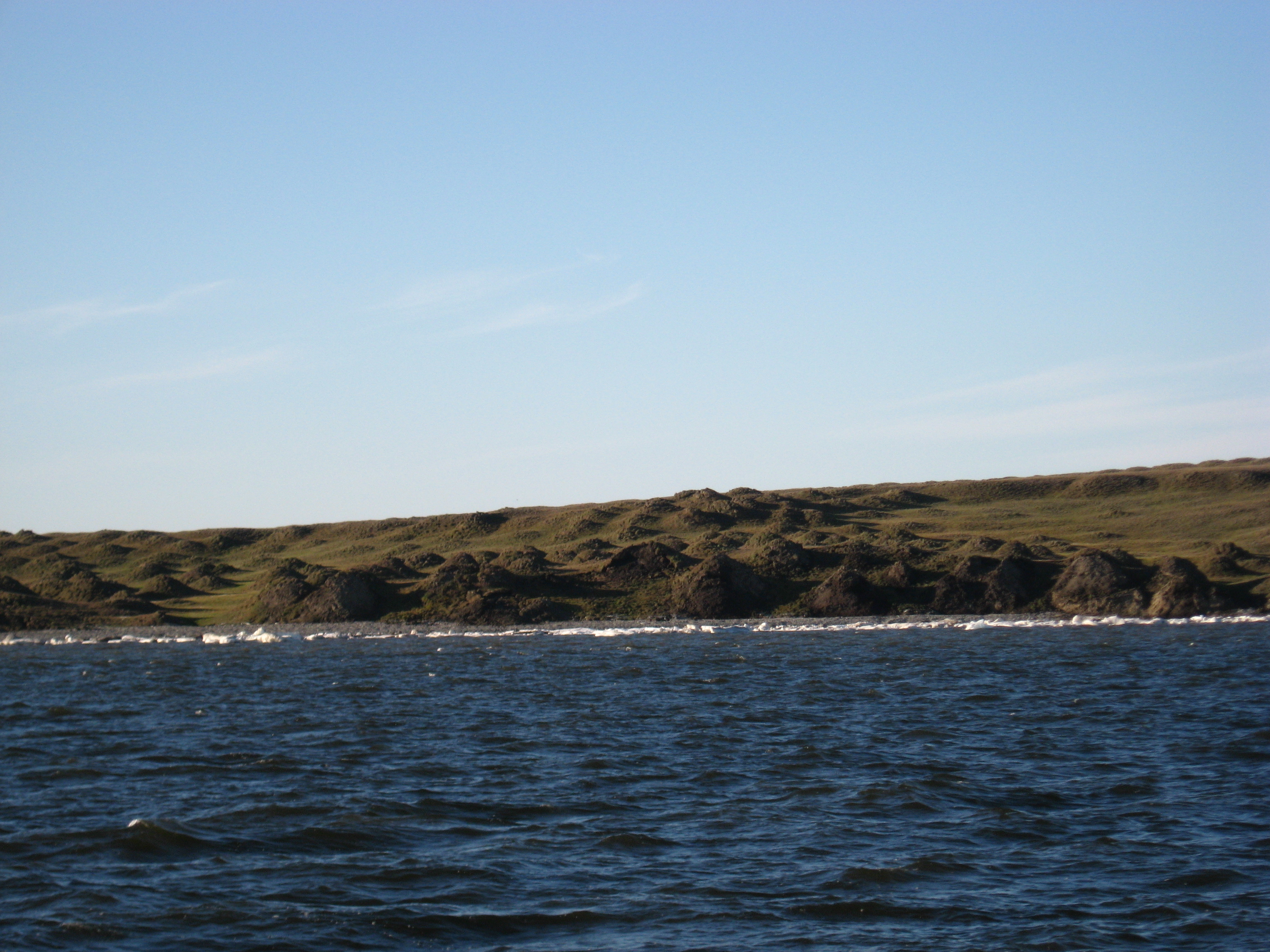
Южное побережье острова

Большо́й Бе́гичев (якут. Бегичев Улахан арыыта) — остров, расположенный у выхода из Хатангского залива в юго-западной части моря Лаптевых. Относится к территории Анабарского района Якутии.
Длина острова 61 км, ширина 57 км, площадь около 1800 км². К западу, отделённый проливом Пионер (7 км шириной), расположен остров Малый Бегичев. В 14 км к северу находится остров Преображения. От крайней южной точки о. Большой Бегичев до материка (п-ов Нордвик) — 9 км. Центральную часть острова занимает обширная возвышенность Киряка, в которой находится высшая точка, с отметкой 198 м. Приблизительно радиально от неё расходятся реки, прорезающие на севере Крутую гряду (высоты до 120 м), а на востоке короткую Меридианную гряду (высоты до 80 м). Низменности, покрытые множеством мелких озёр распространены на северо-западе, северо-востоке острова, а также на юго-западе, на п-ове Олений. Самая длинная река — р. Илистая (34 км). Всего насчитывается 5 рек, протяжённостью более 20 км. В их числе река Булгунняхтах, длиной в 35 километров, она впадает в Пролив Восточный. На острове широко развиты мерзлотные процессы и связанные с ними формы рельефа — полигональные тундры, бугры пучения, термокарст. На значительных участках побережья распространены песчаные косы, а северо-восточную оконечность острова занимают незакреплённые пески (урочище Кетер-Кумак). Поверхность покрыта тундровой растительностью. На острове водятся овцебыки, песцы, олени, в прибрежных водах моржи, иногда на побережье со льда заходят белые медведи. Оба острова открыты Н. А. Бегичевым.
На острове в 2014 году постоянно проживает, как минимум, одна семья оленеводов.

## Климат
| Показатель                    | Янв. | Фев. | Март | Апр. | Май | Июнь | Июль | Авг. | Сен. | Окт. | Нояб. | Дек. |
| ----------------------------- | ---- | ---- | ---- | ---- | --- | ---- | ---- | ---- | ---- | ---- | ----- | ---- |
| Средний суточный максимум, °C | −32  | −26  | −4   | 20   | 30  | 39   | 39   | 28   | 15   | 6    | −13   | −27  |
| Средний суточный минимум, °C  | −33  | −28  | −19  | −1   | 9   | 16   | 19   | 20   | 10   | 3    | −13   | −27  |
| Норма осадков, мм             | 64   | 60   | 20   | 5    | 3   | 3    | 7    | 75   | 137  | 194  | 105   | 71   |